# Instituto de Coimbra
O Instituto de Coimbra foi uma academia científica, literária e artística fundada em Coimbra em 1852, no contexto da Regeneração, e que se manteve em actividade até 1982. A sua última revisão estatutária, datada de 1967, definia o objecto e acção do Instituto como a promoção e o desenvolvimento das ciências, das letras e das artes e a valorização da cultura portuguesa.

## História institucional
Criado em 1852, na sequência da fusão, em 1849, dos institutos da Academia Dramática de Coimbra, o Instituto de Coimbra nasceu no contexto da Regeneração e do Fontismo, funcionando inicialmente como um clube dos docentes da Universidade de Coimbra, mais concretamente como um Clube dos Lentes, voltado para o academicismo da então única universidade portuguesa. 
Nascido num momento em que se procurava concretizar as políticas liberais, dando particular atenção à instrução pública, logo em 1853 o Instituto de Coimbra recebe o primeiro apoio estatal, então sob a forma de uma autorização para imprimir na Imprensa da Universidade, à conta do Estado, o seu jornal científico e literário anual denominado O Instituto: Revista científica e literária. Esta autorização impunha contudo a condição de que metade do espaço do periódico fosse reservado para a publicação dos relatórios elaborados pelo Conselho Superior de Instrução Pública e das listas de professores nomeados para os ensinos primário, secundário e superior em todo o país.
Dessa condição imposta a O Instituto de Coimbra resultou que aquela publicação obteve logo grande divulgação entre a classe docente, que precisava de conhecer as colocações e os relatórios ministeriais, a que acresce que uma parte significativa da história das políticas de instrução pública em Portugal e do seu debate está contida nas páginas dos primeiros 50 volumes do periódico.
O Instituto de Coimbra teve os seus primeiros estatutos aprovados por decreto de Fontes Pereira de Melo em 1859. A partir dai foi gradualmente alargando o seu âmbito, admitindo para além dos lentes, um número selecto de alunos, recrutado entre os mais brilhantes, e figuras de prestígio nacional, na maioria ex-alunos da Universidade de Coimbra, e alguns académicos e intelectuais estrangeiros de prestígio internacional.
Associadas aos nascimento do Instituto de Coimbra estiveram outras importantes agremiações académicas coimbrãs, entre as quais a Associação Académica de Coimbra, a mais antiga associação de estudantes portuguesa, nascida em 1887, e que, com o Instituto, por vezes partilhou instalações, numa convivência nem sempre pacífica. Quer o Instituto de Coimbra quer a Associação Académica de Coimbra tiverem origem na Nova Academia Dramática e nos três institutos (dramático, de música e de pintura) que a compunham.
Dada a sua ligação à Universidade de Coimbra, o Instituto de Coimbra transformou-se rapidamente numa prestigiosa Academia, contando entre os seus sócios algumas das mais prestigiadas figuras portuguesas. Entre os sócios do Instituto de Coimbra estiveram, entre muitos outros, Almeida Garrett, Alexandre Herculano, Bernardino Machado, Ricardo Jorge, Eugénio de Castro, António Egas Moniz, Reinaldo dos Santos, Sidónio Pais, Sílvio Lima e Vitorino Nemésio. Entre os sócios correspondentes estrangeiros conta-se Miguel de Unamuno.
Para além da sua actividade editorial e académica, o Instituto de Coimbra, sob o impulso de Bernardino Machado, seu presidente e professor de Antropologia na Universidade criou por sua própria iniciativa um museu que veio a constituir o embrião do acervo do actual Museu Nacional Machado de Castro. 
O Instituto de Coimbra viu a sua actividade declinar ao longo da segunda metade do século XX, tendo deixado de ter actividade significativa a partir de 1982. O seu património bibliográfico e documental foi incorporado na Biblioteca Geral da Universidade de Coimbra, consistindo em cerca de 15 000 monografias e numa colecção de cerca de 15 000 volumes de revistas científicas e culturais obtida por permuta da revista do Instituto ao longo de 130 anos com revistas e publicações provenientes de academias de pelo menos 19 países. Existe ainda um rico acervo de manuscritos.
Entre as publicações do Instituto de Coimbra conta-se O Instituto: Revista Científica e Literária, publicado de 1852 a 1981, o qual foi, até cessar a publicação, a mais antiga revista científico-literária publicada em Portugal.